# Tetratheca glandulosa
Tetratheca glandulosa är en tvåhjärtbladig växtart som beskrevs av Smith. Tetratheca glandulosa ingår i släktet Tetratheca och familjen Elaeocarpaceae. Inga underarter finns listade i Catalogue of Life.